# Capoeta micracanthus
Capoeta micracanthus és una espècie de peix cipriniforme de la família dels ciprínids.